# 傅應禎
傅應禎（1532年—1587年），字思善，又字公善，號慎所，江西吉安府安福縣（今江西省安福縣）人，明朝政治人物。

## 生平
嘉靖四十三年（1564年）甲子科江西乡试第五十八名举人，隆庆五年（1571年），傅應禎登辛未科会试第128名，三甲155名进士，兵部觀政後，授职湖廣零陵县知县。任内清剿洞庭地区强盗，并将祁阳的土匪治罪，百姓得以安宁。萬曆元年（1573年），调任直隸溧水县知县，三年（1575年）选授河南道試监察御史。時值张居正掌国，傅应祯是其门生，对时事有所思虑，遂上疏陈述重视为君之德、紓解民困、广开言路三件事：
|  | 近来雷鸣震及端门兽吻，京师及四方地震频频发生，但未曾听闻书诏省，难道真不害怕天变么？朝廷在真定，派驻征税宦官本就不是旧制，正统年间曾暂时实行过，先皇帝采纳李芳提议，已下诏停止了；而陛下却实行着背德之事，难道是祖宗不能效法吗？给事中朱东光上奏陈述治理地方建议，不一定可与古代敢言直谏相比，却把他的奏章留在禁中不下发，难道真的是意见不足以值得重视吗？此三事不足，是王安石所以误国的原因，不能不引以为戒啊。 陛下登位之时，自隆庆改元后的欠租，均一一蠲免，四年以前的免除三分征收七分，恩眷优厚。皇上怜恤之情已尽到；而下面的拖欠仍在继续，没有一个能够还清，这是为何？小民一年的收入，仅可供给一年，没有余力偿还欠收。最近制定输税如果没有达到限额的，应由按抚官纠察，郡县予以调整。官员害怕被调遣，于是催促变本加厉；逼使百姓流离失所、怨声载道上达天庭。难道这所谓太平气象是陛下愿意听到的么？请求下诏，非官吏吞没的，其他欠租应全部免除。百姓的困苦一旦解除，灾害自然消失了。 陛下登基之初，任用正直大臣石星、李巳，大臣们无不欣慰。现在趙參魯纠正时弊而被贬为典史，余懋学进言时政则被禁錮终身。其他像胡執禮、裴應章、侯於趙、趙煥等议论朝政，则被冷落一旁。如何与当初相比？我请求提拔趙參魯在京城任职，恢复余懋学官职，以作为大臣进言的榜样。 |

奏折呈上后，张居正认为疏中提到王安石，影射自己，于是大怒下旨责问；又因奏中论及到余懋学，将他逮捕下狱，严厉追问他是否有党羽。傅应祯几乎被折磨致死，但什么都没有承认，随后被贬充军定海。给事中嚴用和、御史劉天衢等上疏营救，万历帝均不听。当傅应祯被关进狱中后，给事中徐貞明带着御史李禎、喬巖看望他。锦衣卫帥余廕将此事上报，三人因此牵连被贬。
万历十一年（1583年），万历帝采纳御史孙继先建议，下诏恢复傅應禎的官职，复任河南道御史。万历帝抵达昌平检查墓道，而蓟镇出现军事警报，傅应祯劝皇上不要去，且上陈边防战备特别详悉；万历帝予以嘉奖回答。不久，他提升为南京大理寺丞。临行前，上奏举荐三十七人。不久因病辞职回家。之後又起补原职，萬曆十五年（1587年）去世；次年赠大理寺右少卿。傅应祯同县人劉臺同中进士，担任御史，均得罪张居正招致祸患，當地百姓在祠堂一同祭祀他们。

## 家族
曾祖傅伯卫。祖父傅益。父傅國相。母王氏。严侍下。弟應祥、應礼、應禴、應祉、應衮、應神、應祺。

## 延伸阅读
[在维基数据编辑]
 《明史卷二百二十九》，出自《明史》